# Таращанська міська територіальна громада
Таращанська міська територіальна громада — територіальна громада в Україні, в Білоцерківському районі Київської області. Адміністративний центр — місто Тараща.
Площа громади — 758,41 км², населення — 27 052 особи (2020).
Утворена 12 червня 2020 року шляхом об'єднання всіх міських та сільських рад Таращанського району.

## Населені пункти
У складі громади 1 місто (Тараща) і 34 села:
- Антонівка
- Бовкун
- Буда
- Велика Березянка
- Велика Вовнянка
- Веселий Кут
- Володимирівка
- Дубівка
- Калинове
- Кирдани
- Кислівка
- Ківшовата
- Косяківка
- Красюки
- Крива
- Круті Горби
- Лісовичі
- Лука
- Лук'янівка
- Маковецьке
- Мала Березянка
- Мала Вовнянка
- Малоберезанське
- Плоске
- Потоки
- Ріжки
- Салиха
- Северинівка
- Станишівка
- Степок
- Улашівка
- Хрещатий Яр
- Чернин
- Юшків Ріг

## Старостинські округи
- Великоберезянський (Велика Березянка, Круті Горби)
- Калиновецький (Калинове)
- Ківшоватський (Ківшовата)
- Косяківський (Косяківка, Антонівка, Веселий Кут)
- Лісовицький (Лісовичі, Володимирівка, Потоки, Хрещатий Яр)
- Лук'янівський (Лук'янівка, Малоберезянське, Станишівка)
- Лучанський (Лука, Маковецьке)
- Ріжківський (Ріжки, Плоске)
- Салиський (Салиха, Кирдани, Крива, Улашівка)
- Северинівський (Северинівка, Красюки, Чернин)
- Степківський (Степок, Бовкун, Буда, Кислівка)
- Юшківорізький (Юшків Ріг, Велика Вовнянка, Дубівка, Мала Березянка, Мала Вовнянка)